# Pseudepapterus
Pseudepapterus — рід риб з підродини Auchenipterinae родини Auchenipteridae ряду сомоподібних. Має 3 види.

## Опис
Загальна довжина представників цього роду коливається від 6 до 10 см. Голова невелика. Очі помірного розміру. Є 3 пари вусів. Тулуб подовжений. Спинний плавець високий. Жировий плавець маленький. Хвостовий плавець помірно широкий.

## Спосіб життя
Біологію цих сомів досліджено недостатньо. Воліють прісні водойми, тримаються ближче до дна. Активні у присмерку та вночі. Живляться дрібними водними безхребетними.

## Розповсюдження
Мешкають у басейні річок Амазонка, Ріо-Негро і Каура.

## Види
- Pseudepapterus cucuhyensis
- Pseudepapterus gracilis
- Pseudepapterus hasemani